# Camposporium antennatum
Camposporium antennatum är en svampart som beskrevs av Harkn. 1884. Camposporium antennatum ingår i släktet Camposporium, divisionen sporsäcksvampar och riket svampar.   Inga underarter finns listade i Catalogue of Life.